# Asplundia ulei
Asplundia ulei är en enhjärtbladig växtart som beskrevs av Gunnar Wilhelm Harling. Asplundia ulei ingår i släktet Asplundia och familjen Cyclanthaceae.
Artens utbredningsområde är Peru. Inga underarter finns listade.